# Version
At skrive version i latin er det modsatte af at skrive latinsk stil, idet man fra den gamle latinskoles tid havde den opdeling, at der med stil mentes skriftlig oversættelse fra dansk til latin, og med version mentes skriftlig oversættelse fra latin til dansk (med vægt på et velformuleret modersmål).

## Reference
1. ↑  version — sproget.dk